# Placówka Straży Celnej „Gdynia”

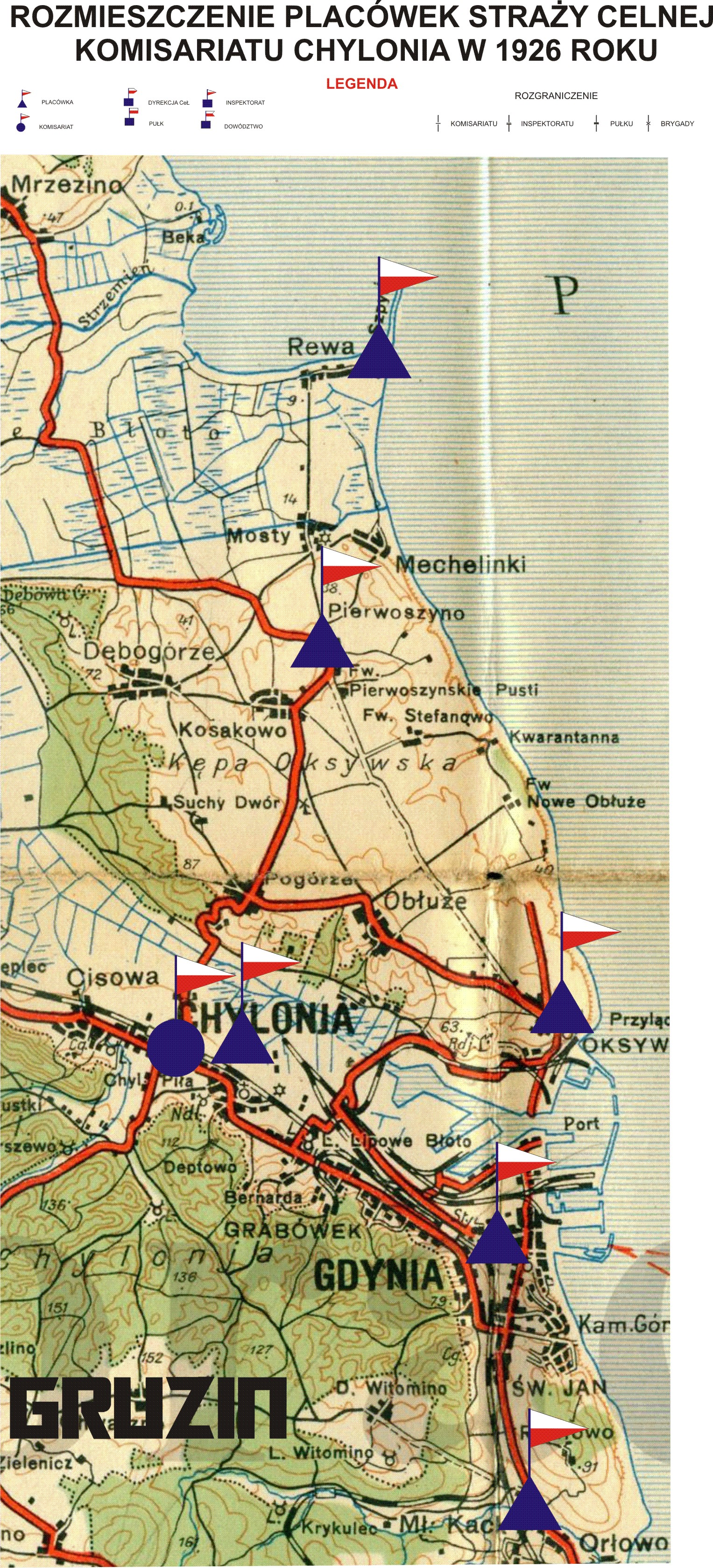
Komisariat Chylonia

Placówka Straży Celnej „Gdynia” – jednostka organizacyjna Straży Celnej pełniąca w okresie międzywojennym służbę ochronną na granicy państwowej.

## Formowanie i zmiany organizacyjne
Na wniosek Ministerstwa Skarbu, uchwałą z 10 marca 1920 roku, powołano do życia Straż Celną. Jednostki Straży Celnej rozpoczęły przejmowanie odcinków granicy od pododdziałów Batalionów Celnych. W 1921 roku w Chyloni stacjonował sztab 1 kompanii 19 batalionu celnego. 1 kompania celna wystawiła między innymi placówkę w Gdyni. Proces tworzenia Straży Celnej trwał do końca 1922 roku. Placówka Straży Celnej „Gdynia” weszła w podporządkowanie komisariatu Straży Celnej „Chylonia” z Inspektoratu SC „Wejherowo”.
W drugiej połowie 1927 roku przystąpiono do gruntownej reorganizacji Straży Celnej. W praktyce skutkowało to rozwiązaniem tej formacji granicznej. Ochronę północnej, zachodniej i południowej granicy państwa przejęła powołana z dniem 2 kwietnia 1928 roku Straż Graniczna.
Rozkazem nr 2 z 19 kwietnia 1928 roku w sprawie organizacji Pomorskiego Inspektoratu Okręgowego dowódca Straży Granicznej gen. bryg. Stefan Pasławski określił strukturę organizacyjną komisariatu SG „Gdynia”. Placówka Straży Granicznej I linii „Gdynia” znalazła się w jego strukturze.

## Służba graniczna
Sąsiednie placówki
- placówka Straży Celnej „Oksywie” ⇔ placówka Straży Celnej „Pierwoszyno” – 1926[9]

## Funkcjonariusze placówki
Kierownicy placówki
| stopień    | imię i nazwisko, numer | okres pełnienia służby | kolejne stanowisko |
| ---------- | ---------------------- | ---------------------- | ------------------ |
| przodownik | Ignacy Pawlaczyk (781) | był w 1926             |                    |

Obsada personalna placówki w 1926:
- przodownik Ignacy Pawlaczyk (781)
- starszy strażnik Antoni Leonarczyk (694)
- strażnik Józef Szymański (866)
- strażnik Józef Jakubiak (598)
- strażnik Jan Grandke (503)
- strażnik Karol Knop (525)
- strażnik Franciszek Kolasa (965)
- strażnik Władysław Kitłowski (2935)
- strażnik Walenty Nowaczyk (1998)
- strażnik  Mieczysław Łoża (1952)
- strażnik Antoni Jędrzejczak (3153)
- strażnik Adolf Nandzik (3340)